# Wladimir Pawlowitsch Paley

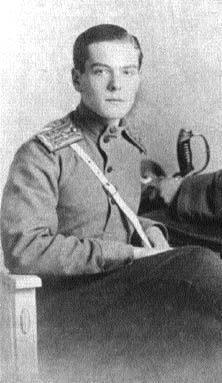
Wladimir Pawlowitsch Paley, um 1915

Wladimir Pawlowitsch Fürst Paley, Graf von Hohenfelsen, russisch Владимир Павлович Палей (* 28. Dezember 1896jul. / 9. Januar 1897greg. in Sankt Petersburg; † 18. Juli 1918 in Alapajewsk) war ein russischer Dichter und Enkel des russischen Zaren Alexander II.

## Leben
Wladimir war der Sohn von Großfürst Pawel Alexandrowitsch Romanow (1860–1919) und seiner zweiten Ehefrau Olga von Pistohlkors (1865–1929), spätere Gräfin von Hohenfelsen und Fürstin Paley. Er wuchs nach der Heirat seiner Eltern im Jahr 1902 in Paris zusammen mit seinen beiden jüngeren Schwestern, Irina Pawlowna (1903–1990) und Natalia Pawlowna (1905–1981), auf. Durch die erste Ehe seines Vaters hatte Wladimir zwei ältere Halbgeschwister, Maria Pawlowna Romanowa und Dmitri Pawlowitsch Romanow. Dieser war an der Ermordung des Wanderpredigers Rasputin mitverantwortlich.
Nachdem sein Vater mit seiner Familie aus dem französischen Exil nach Russland zurückkehren und in Zarskoje Selo wohnen durfte (1914), absolvierte er seine Ausbildung in einer militärischen Schule in Sankt Petersburg. Wladimir kämpfte in der russischen Armee im Ersten Weltkrieg und wurde als Kriegsheld mit dem Orden der Heiligen Anna dekoriert.
Seit seiner Jugend zeigte Wladimir ein außerordentliches Talent als Dichter. Er veröffentlichte zwei Volumina der Dichtung (1916 und 1918) und schrieb mehrere Theaterstücke und Essays sowie eine französische Übersetzung von Großfürst Konstantin Konstantinowitsch Romanows Theaterstück „Der König der Juden“.
Im Februar 1917 wurde eine provisorische Regierung unter Fürst Lwow gebildet. Kurz darauf dankte Zar Nikolaus II. ab, und die Bolschewiki unter Lenin und Trotzki ergriffen nach der Oktoberrevolution 1917 die Macht.
Im Sommer 1917 wurde er und seine Familie unter Hausarrest im Alexanderpalast in Zarskoje Selo (heute: Puschkin) gestellt, nachdem er ein Gedicht über Alexander Kerenski geschrieben hatte. Im März 1918 wurde er von den Bolschewiki nach Kirow und später Jekaterinburg und Alapajewsk verbannt. Gemeinsam mit Elisabeth von Hessen-Darmstadt, Sergei Michailowitsch Romanow sowie Iwan, Konstantin und Igor Konstantinowitsch Romanow wurde er dort ermordet: Angehörige der Tscheka stießen sie in einen zwanzig Meter tiefen Minenschacht und warfen Handgranaten hinterher. Als das Gebiet um Alapajewsk im Russischen Bürgerkrieg kurzzeitig unter Kontrolle der Tschechoslowakischen Legionen war, bargen diese die Leichen der Mordopfer. Die Überreste wurden Monate später auf einem orthodoxen Friedhof in Peking, China, beigesetzt. Dieser wurde um 1945 zerstört.